# Доня Бебрина
Доня Бебрина (хорв. Donja Bebrina) — населений пункт у Хорватії, у Бродсько-Посавській жупанії у складі громади Клакар.

## Населення
Населення за даними перепису 2011 року становило 425 осіб.
Динаміка чисельності населення поселення:

## Клімат
Середня річна температура становить 11,18 °C, середня максимальна – 26,05 °C, а середня мінімальна – -6,40 °C. Середня річна кількість опадів – 756 мм.
| Клімат поселення                              | Клімат поселення | Клімат поселення | Клімат поселення | Клімат поселення | Клімат поселення | Клімат поселення | Клімат поселення | Клімат поселення | Клімат поселення | Клімат поселення | Клімат поселення | Клімат поселення | Клімат поселення |
| Показник                                      | Січ.             | Лют.             | Бер.             | Квіт.            | Трав.            | Черв.            | Лип.             | Серп.            | Вер.             | Жовт.            | Лист.            | Груд.            |                  |
| Середній максимум, °C                         | 6,42             | 8,67             | 13,29            | 17,95            | 23,05            | 26,05            | 25,83            | 25,14            | 21,05            | 15,66            | 9,81             | 5,75             |                  |
| Середня температура, °C                       | 0,02             | 2,27             | 6,90             | 11,50            | 16,64            | 19,62            | 21,50            | 20,80            | 16,70            | 11,31            | 5,50             | 1,40             |                  |
| Середній мінімум, °C                          | −6,4             | −4,16            | 0,46             | 5,12             | 10,22            | 13,22            | 17,15            | 16,46            | 12,38            | 7,02             | 1,14             | −2,93            |                  |
| Норма опадів, мм                              | 49               | 49               | 45               | 57               | 68               | 96               | 67               | 61               | 53               | 70               | 78               | 63               |                  |
| Середньомісячна швидкість вітру, м/с          | 1.80             | 2.02             | 2.35             | 2.30             | 2.00             | 1.90             | 1.90             | 1.70             | 1.64             | 1.70             | 1.80             | 1.82             |                  |
| Середньомісячна сонячна радіація, кДж/м²·день | 4311             | 7022             | 10990            | 15317            | 19277            | 21265            | 22234            | 20607            | 15062            | 9278             | 4861             | 3599             |                  |
| --------------------------------------------- | ---------------- | ---------------- | ---------------- | ---------------- | ---------------- | ---------------- | ---------------- | ---------------- | ---------------- | ---------------- | ---------------- | ---------------- | ---------------- |
| Джерело:                                      |                  |                  |                  |                  |                  |                  |                  |                  |                  |                  |                  |                  |                  |